# Gerðuberg
Koordinaten: 64° 51′ 38,5″ N, 22° 21′ 41″ W

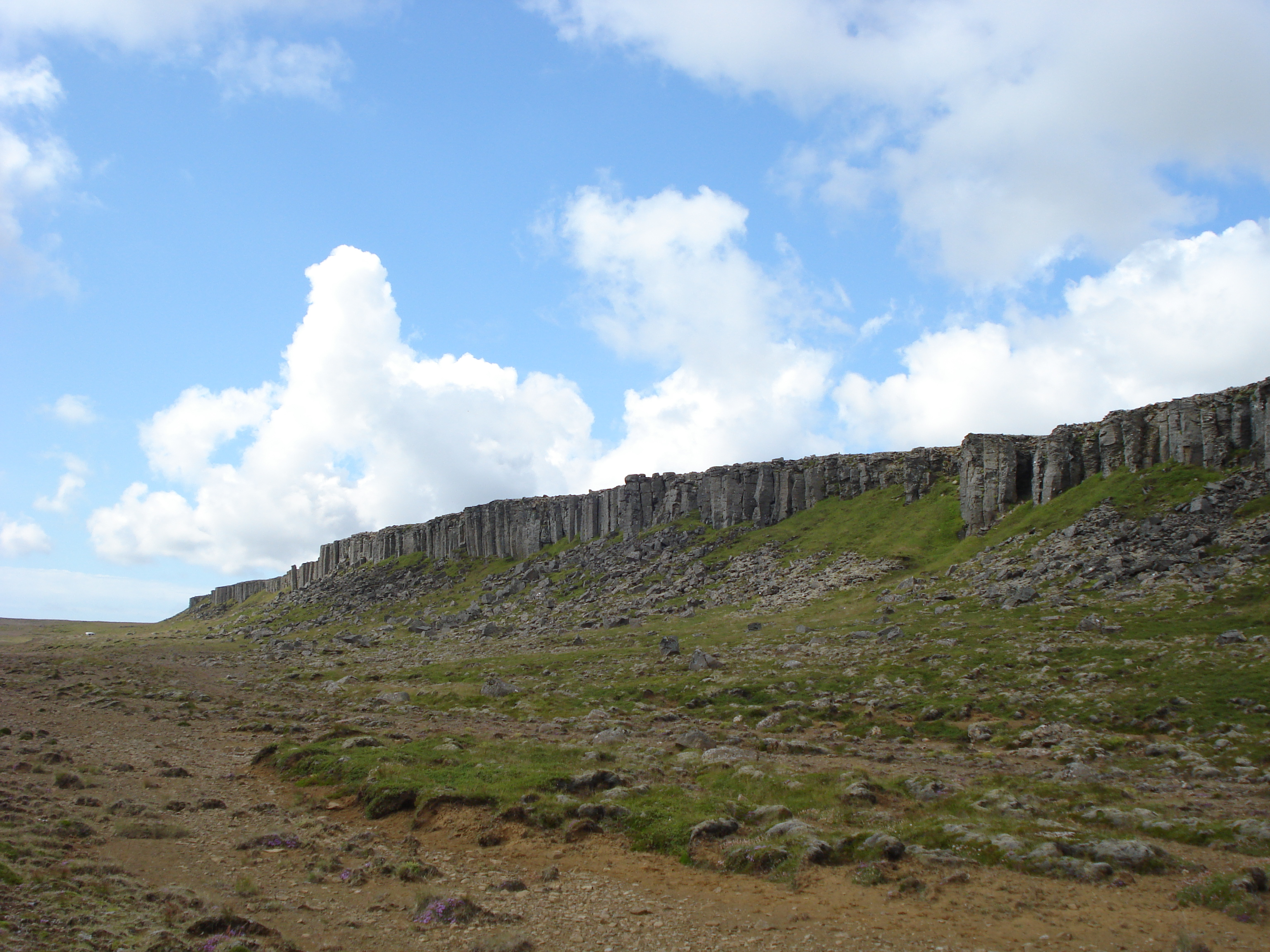
Gerðuberg auf Snæfellsnes

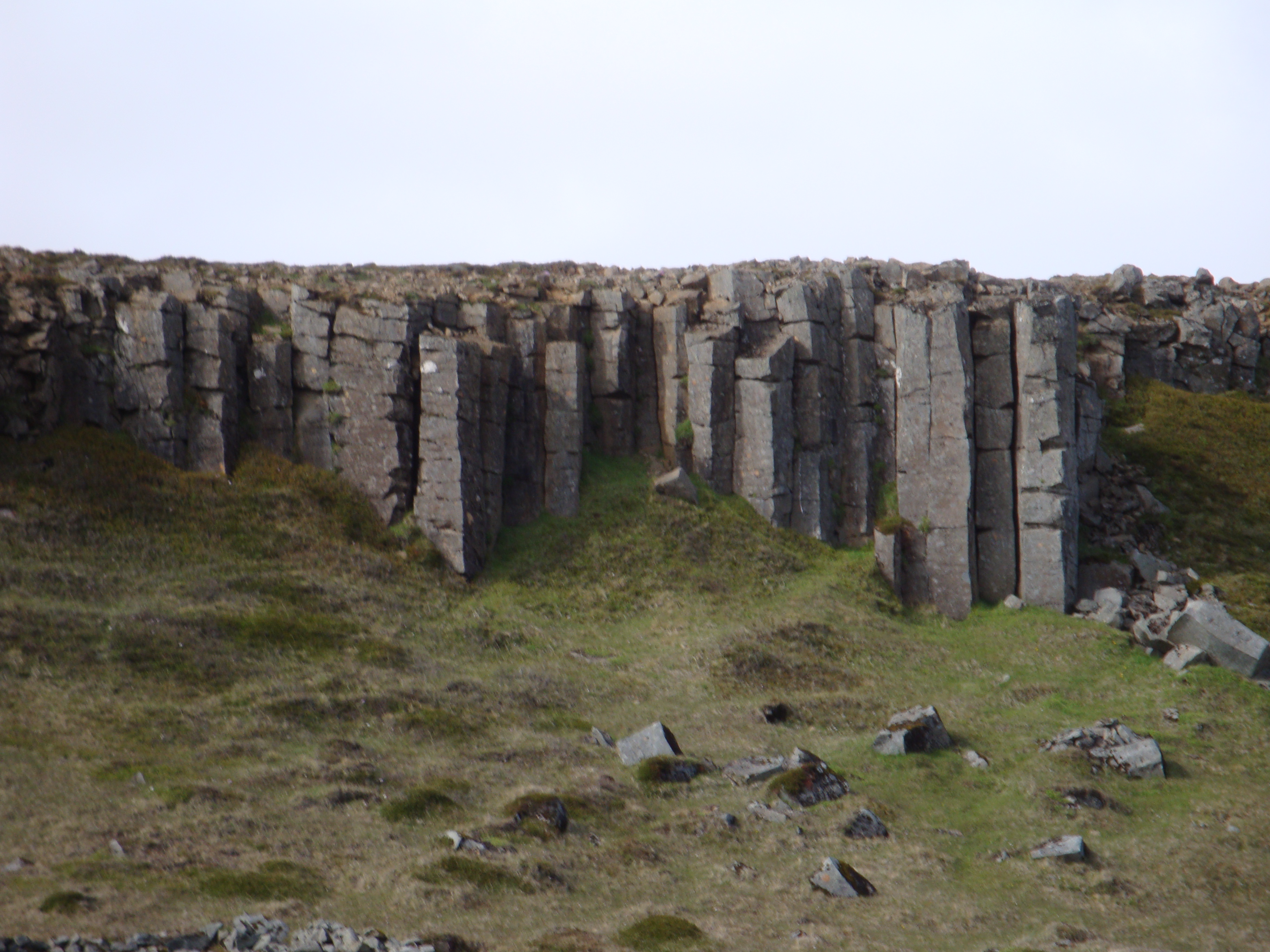
Basaltsäulen, Gerðuberg

Gerðuberg (transkribiert auch Gerduberg) ist eine unter Naturschutz stehende Klippe aus Dolerit, einem grobkörnigen Basaltgestein. Sie liegt auf der westisländischen Halbinsel Snæfellsnes am Westrand des Tals Hnappadalur, 46 km nördlich von der Stadt Borgarnes und 115 km von Reykjavík entfernt.
Gerðuberg ist aus geflossener basaltischen Lava entstanden, die vom Meer abgekühlt, in sehr gleichmäßig verlaufenden Säulen erstarrt ist. Diese sind zwischen 1 und 1,5 m breit und 7 bis 14 m hoch.

## Nahegelegen
- der Schweißschlackenkegel Eldborg
- eine Mineralquelle
- der Strand Löngufjörur
- der Weiler Borg á Mýrum